# San Juan (Abra)
San Juan is een gemeente in de Filipijnse provincie Abra op het eiland Luzon. Bij de laatste census in 2007 had de gemeente bijna 10 duizend inwoners.

## Geografie

### Bestuurlijke indeling
San Juan is onderverdeeld in de volgende 19 barangays:
| - Abualan - Ba-ug - Badas - Cabcaborao - Colabaoan - Culiong - Daoidao - Guimba - Lam-ag - Lumobang | - Nangobongan - Pattaoig - Poblacion North - Poblacion South - Quidaoen - Sabangan - Silet - Supi-il - Tagaytay |

## Demografie
San Juan had bij de census van 2007 een inwoneraantal van 9.714 mensen. Dit zijn 893 mensen (10,1%) meer dan bij de vorige census van 2000. De gemiddelde jaarlijkse groei komt daarmee uit op 1,34%, hetgeen lager is dan het landelijk jaarlijks gemiddelde over deze periode (2,04%). Vergeleken met de census van 1995 is het aantal mensen met 1.253 (14,8%) toegenomen.

De bevolkingsdichtheid van San Juan was ten tijde van de laatste census, met 9.714 inwoners op 64,1 km², 151,5 mensen per km².